# Saint-Aubert
Saint-Aubert is een gemeente in het Franse Noorderdepartement (Frans: département du Nord) (regio Hauts-de-France). De plaats maakt deel uit van het arrondissement Cambrai. Saint-Aubert telde op 1 januari 2022 1.563 inwoners.

## Geografie
De oppervlakte van Saint-Aubert bedroeg op 1 januari 2022 8,12 vierkante kilometer; de bevolkingsdichtheid was toen 192,5 inwoners per km².

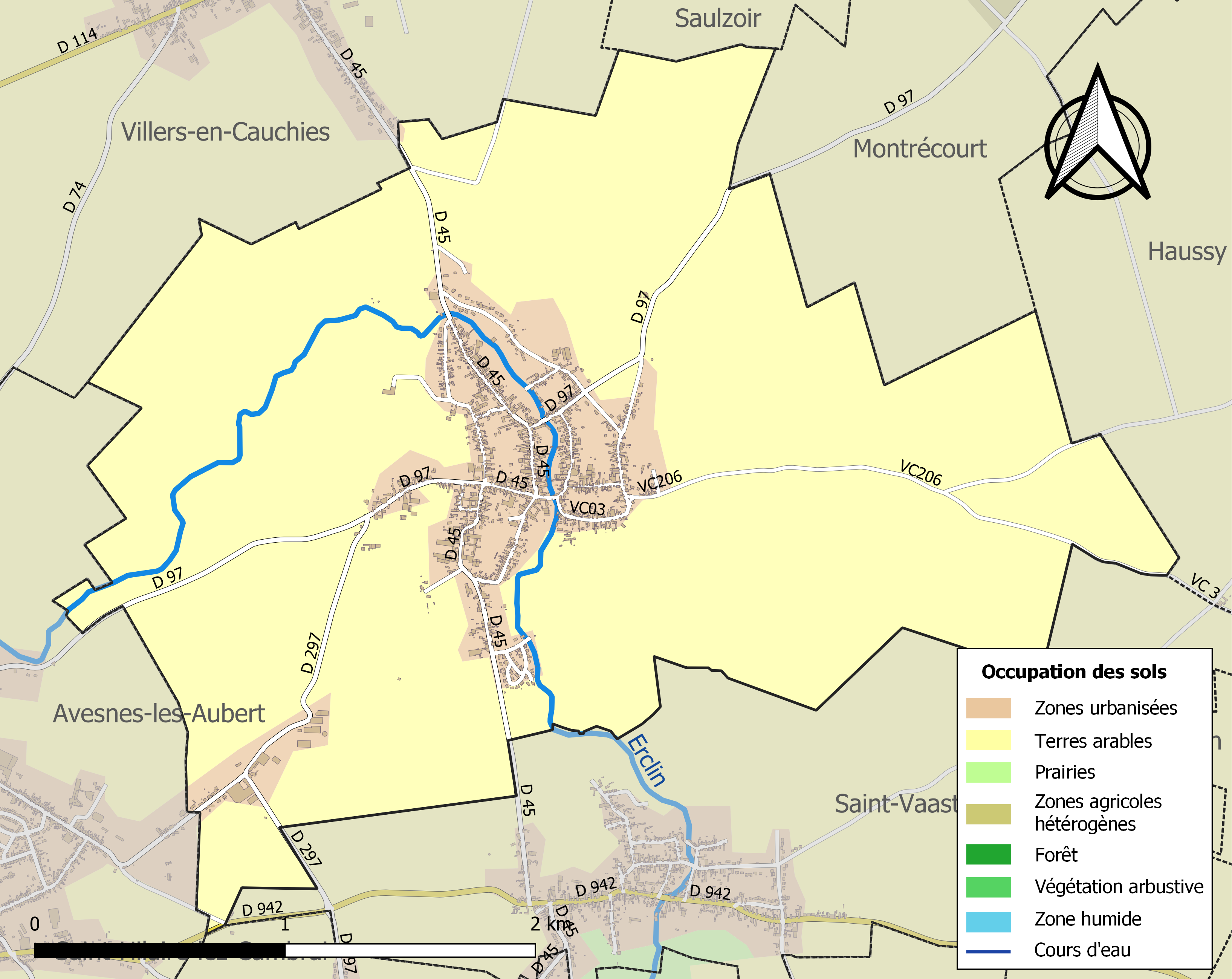
Kaart van de gemeente met belangrijkste infrastructuur, bodemgebruik en omliggende gemeenten

## Demografie
Onderstaande figuur toont het verloop van het inwonertal (bron: INSEE-tellingen).